# Bojangles
«Bojangles» — сингл американского рэпера Питбуля. Он был выпущен в мае 2006 в качестве главного сингла с альбома El Mariel. Его продюсером стал Лил Джон. В ремиксе приняли участие Лил Джон и Ying Yang Twins. К нему был снят неоднозначный клип при участии Ying Yang Twins и Лил Джона.

## Содержание песни
Слово «Bojangles» означает большую женскую грудь, красивые ноги и руки; это значение объяснили сами Ying Yang Twins: «Bojangles — это красивая девушка с большой грудью, шикарными ногами и руками», — оно было взято из названия сети фаст-фудов Bojangles' Famous Chicken 'n Biscuits. Питбуль в песне также ссылается на альбом Jay-Z 1996 года Reasonable Doubt.

## Список композиций
Triple Pack
1. «Bojangles»
2. «Shake» Ying Yang Twins feat. Pitbull & Elephant Man
3. «Culo» feat. Lil Jon & Ivy Queen

## Позиции в чарте
| Чарт (2006)                        | Наивысшая позиция |
| ---------------------------------- | ----------------- |
| US Billboard Hot 100               | 91                |
| US Billboard Hot R&B/Hip-Hop Songs | 89                |